# Æthelflæd
Vous lisez un « bon article » labellisé en 2013.
Pour les articles homonymes, voir Æthelflæd (homonymie).
Æthelflæd ou Ethelfleda, probablement née dans les années 870 et morte en 918, est une princesse anglo-saxonne, fille aînée du roi de Wessex Alfred le Grand.
Épouse de l'ealdorman Æthelred de Mercie, elle règne à ses côtés jusqu'à sa mort, en 911, après quoi elle gouverne seule la Mercie, cas extraordinaire pour l'époque. Elle poursuit avec succès la lutte contre les Vikings en collaboration avec son frère Édouard l'Ancien et fonde plusieurs forteresses dans les Midlands pour défendre son pays contre les Vikings. Elle dirige également une campagne contre les Gallois.
Après s'être emparée des forteresses vikings de Derby et Leicester, Æthelflæd meurt à Tamworth le 12 juin 918. Elle ne laisse qu'une fille, Ælfwynn, qui est rapidement déposée par Édouard. Celui-ci unit ainsi la Mercie au Wessex, préparant la naissance du royaume d'Angleterre.

## Sources
La vie d'Æthelflæd est principalement connue grâce à la Chronique anglo-saxonne, nom donné à un ensemble d'annales manuscrites rédigées au Wessex à partir de la fin du IXe siècle et jusqu'au milieu du XIIe siècle. La Chronique s'intéresse principalement aux événements qui concernent le Wessex, mais les manuscrits [B] et [C] contiennent, insérée entre les années 915 et 934, une interpolation connue sous le nom de « Registre mercien » (Mercian Register), qui consiste en une série d'annales couvrant l'histoire de la Mercie sur la période 902-924. Le manuscrit [D] reprend également les informations du Registre, mais son rédacteur a tenté de les intégrer aux annales ouest-saxonnes, avec plus ou moins de bonheur : certaines entrées manquent par rapport à [B] et [C], tandis que d'autres apparaissent en double. Æthelflæd apparaît également sur plusieurs chartes, d'abord aux côtés de son époux, puis seule.
Il existe également des sources plus éloignées dans l'espace et le temps. Æthelflæd apparaît ainsi sous le nom d'Edelfrida dans les Annales fragmentaires d'Irlande, compilées au début du XIe siècle. Des chroniqueurs anglais écrivant après la conquête normande se sont également intéressés à l'histoire de leur pays avant cette date, notamment Florence de Worcester, Guillaume de Malmesbury et Henri de Huntingdon. En particulier, ce dernier a consacré quelques vers en latin à Æthelflæd dans son Historia Anglorum, rédigée entre 1123 et 1130,.

## Contexte: Anglo-Saxons et Vikings

L'Angleterre en 878.

L'histoire de l'Angleterre durant la seconde moitié du IXe siècle est rythmée par les vagues d'invasions vikings que subit la Grande-Bretagne. La plus importante est celle de la Grande Armée païenne, principalement composée de Danois, qui débarque en 865 et conquiert les royaumes de Northumbrie et d'Est-Anglie dans les années qui suivent. Confronté à cette menace, le roi Burgred de Mercie requiert en 868 l'assistance de son voisin du sud, le souverain du Wessex, Æthelred, qui est également son beau-frère. Leur alliance connaît des fortunes diverses jusqu'à ce que les Vikings chassent Burgred de son royaume, en 874, et le remplacent par un certain Ceolwulf II. Le Wessex, gouverné depuis 871 par le frère cadet d'Æthelred, Alfred, est alors le dernier royaume anglo-saxon qui ne soit pas soumis à la domination des Vikings.
Monarque énergique, Alfred réorganise la défense du Wessex autour de nouvelles places fortifiées, les burhs, et porte un coup d'arrêt aux conquêtes danoises en remportant la bataille d'Ethandun en mai 878. Il conclut un traité avec le chef danois Guthrum qui fixe la frontière entre leurs domaines respectifs : d'un côté, le Wessex et la partie occidentale de la Mercie, apparemment inféodée à Alfred ; de l'autre, les possessions danoises, qui prennent par la suite le nom de Danelaw.
L'état de paix qui s'ensuit est précaire et continue à être marqué par des coups de main des deux côtés : ainsi, Alfred reprend la ville de Londres en 886 et relève ses fortifications. Signe de bonnes relations continues avec son voisin septentrional, il remet aussitôt la ville, dépendance traditionnelle de la Mercie, à l'ealdorman Æthelred de Mercie. D'origine inconnue, ce dernier a remplacé Ceolwulf II entre-temps, mais on ignore quand exactement ; il est mentionné pour la première fois en 881.

## Biographie

### Origines et mariage
- Æthelwulf ép. Osburh
  - Æthelswith ép. Burgred de Mercie
  -  Alfred le Grand ép. Ealhswith
    - Æthelflæd ép. Æthelred de Mercie
      - Ælfwynn

    -  Édouard l'Ancien
      -  Æthelstan

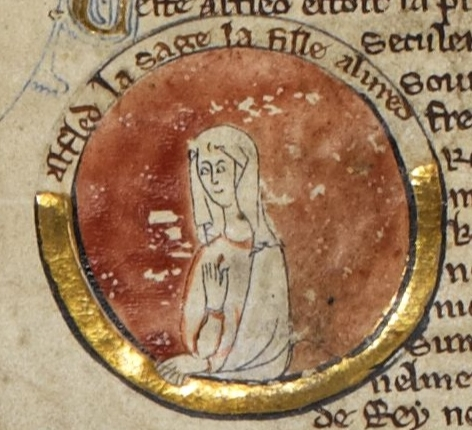
« Alfled la sage la fille alured », miniature dans une généalogie royale du XIIIe siècle (British Library Royal MS 14 B).

La biographie d'Alfred le Grand rédigée par le moine Asser en 893 donne la liste des cinq enfants d'Alfred et de son épouse Ealhswith : Æthelflæd, l'aînée, Édouard, Æthelgifu, Æthelweard et Ælfthryth. Par sa mère, elle est à demi-mercienne : Ealhswith est la fille d'Æthelred, ealdorman des Gaini, et d'une certaine Eadburh, apparentée à la famille royale de Mercie. Asser mentionne également le mariage d'Æthelflæd avec Æthelred, qui a probablement eu lieu vers 887-888 : les chartes d'Æthelred ne commencent à mentionner son épouse qu'à partir de cette période. Pour être en âge d'être mariée à cette date, elle pourrait être née vers 870, Alfred ayant épousé Ealhswith en 868,.
Æthelflæd joue un rôle important dans le gouvernement de la Mercie, apparaissant à égalité avec son époux sur les chartes. Du reste, Æthelred a certainement gagné en légitimité grâce aux origines merciennes de son épouse. Leur statut exact est incertain : les sources littéraires anglo-saxonnes insistent sur la soumission d'Æthelred à Alfred, et ne lui attribuent jamais le titre de roi, mais seulement celui de dux ou ealdorman. Æthelflæd partage quant à elle généralement les titres de son époux, voire n'en porte aucun. Cependant, les chartes du couple ne mentionnent pas toutes le consentement du roi Alfred, et après sa mort, en 899, seules quatre chartes, vraisemblablement de 903, font apparaître celui de son successeur Édouard, le frère d'Æthelflæd. Ces chartes témoignent peut-être d'une volonté d'unité familiale au sein de la fratrie en réaction à la rébellion de leur cousin Æthelwold, survenue l'année précédente. En dehors de ce cas particulier, Æthelred et Æthelflæd agissent en souverains parfaitement indépendants et, si les sources anglo-saxonnes se refusent à le reconnaître explicitement, ce n'est pas le cas des Annales fragmentaires d'Irlande, qui n'hésitent pas à appeler Æthelflæd « reine », riogan.
Æthelflæd dirige sa première campagne militaire connue en 907. Cette année-là, des Norvégiens chassés d'Irlande font appel à elle pour obtenir un endroit où s'installer et elle leur concède des terres dans la péninsule de Wirral, près de Chester. Ingimund, le chef des nouveaux arrivants, souhaite s'emparer de la ville et s'allie avec des Danois et d'autres Norvégiens, mais Æthelflæd la lui refuse et les envahisseurs sont massacrés par les Anglo-Saxons. Cet événement est détaillé dans les Annales fragmentaires d'Irlande, tandis que le « Registre mercien » se contente d'indiquer que les fortifications de Chester sont relevées,.
Les Annales expliquent également qu'Æthelflæd dirige les opérations parce qu'Æthelred est victime, au moins depuis 902, d'une maladie qui l'empêche de gouverner. Cette maladie n'est pas mentionnée explicitement dans le « Registre mercien », mais elle y figure en creux : les campagnes d'Édouard en 909-910 se font sans concertation avec la Mercie et la fondation de la forteresse de Bremesbyrig (d'identification incertaine : il pourrait s'agir de Bromsberrow ou de Bromsgrove), en 910, est explicitement attribuée à Æthelflæd. Quoi qu'il en soit, Æthelred meurt en 911. Il est inhumé à Gloucester, dans le prieuré Saint-Oswald qu'il a fondé avec son épouse quelques années auparavant.

### Dame des Merciens

Les Midlands à l'époque d'Æthelflæd.

Après la mort d'Æthelred, Æthelflæd reste à la tête de la Mercie, avec le titre de Myrcna hlæfdige, « Dame des Merciens », selon le Registre. La passation de pouvoir se fait sans heurt : les Merciens semblent n'avoir eu aucun mal à l'accepter comme souveraine, vraisemblablement en raison de son ascendance à moitié mercienne, mais aussi parce qu'elle a fait ses preuves durant la maladie de son époux. Selon Pauline Stafford, c'est également parce qu'elle s'inscrit dans une tendance d'accroissement du pouvoir des consorts merciennes qui remonte à la fin du VIIIe siècle et Cynethryth, l'épouse d'Offa. Édouard l'Ancien profite néanmoins de la mort d'Æthelred pour occuper les villes de Londres et d'Oxford, ainsi que les terres attenantes.
Le « Registre mercien » retrace de manière détaillée les déplacements d'Æthelflæd dans les années qui suivent. En 912, elle fonde deux forteresses, à Scergeat (emplacement inconnu) « la veille de l'Invention de la Croix », c'est-à-dire le 2 mai, puis à Bricge (Bridgnorth). Cette dernière coupe aux Danois la traversée de la Severn. En 913, Æthelflæd fortifie Tamworth et, « avant Lammas », Stæfforda (Stafford), vraisemblablement en réponse à un raid danois survenu après Pâques. En 914, c'est au tour d'Eadesbyrig (Eddisbury) au début de l'été, puis de Wæringwicum (Warwick) au début de l'automne. Enfin, en 915, trois forteresses sont fondées par ses soins, à Cyricbyrig (Chirbury), Weardbyrig (peut-être Warburton) et Rumcofan (Runcorn). Bien que le Registre ne les mentionne pas, les fortifications de Gloucester et Hereford ont sans doute été également relevées durant cette période.
Au terme de ce programme de fortifications, Æthelflæd passe à l'offensive. En 916, elle dirige une campagne contre les Gallois du royaume de Brycheiniog, en représailles de l'assassinat d'un abbé mercien nommé Egbert le 16 juin. La reine galloise et plusieurs de ses sujets sont capturés lors du sac de leur capitale, près du lac de Llangorse.
L'année 917 voit se dérouler une vaste offensive menée de concert par Æthelflæd et Édouard. Les Merciens s'emparent de la ville de Derby en juillet, profitant vraisemblablement du fait qu'une grande partie de ses défenseurs soit partie vers le Sud pour y affronter les armées d'Édouard. Derby est le premier des Cinq Bourgs à tomber entre les mains des Anglo-Saxons. Cette victoire coûte néanmoins la vie à « quatre de ses thegns, qui lui étaient chers ». En 918, une nouvelle campagne conjointe permet à Æthelflæd d'obtenir la reddition de Leicester. D'après les Annales fragmentaires d'Irlande, elle participe également à la bataille de Corbridge, affrontement indécis contre les Norvégiens d'Irlande menés par Ragnall Uí Ímair, puis conclut une alliance défensive avec les Scots et les Bretons. Bien que le récit des annales soit très embrouillé et comporte certainement des éléments légendaires, il illustre néanmoins la stature acquise par Æthelflæd dans le Nord de l'Angleterre. C'est ainsi que la même année, les habitants de York font appel à elle pour les défendre contre Ragnall. Cependant, elle meurt avant de pouvoir agir dans cette direction, « douze jours avant Midsummer », c'est-à-dire le 12 juin.

### Postérité

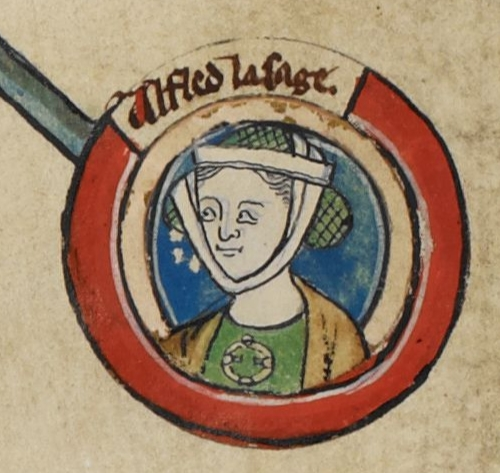
« Alfled la Sage », miniature dans une généalogie royale du XIVe siècle (British Library Royal MS 14 B).

Æthelflæd est inhumée auprès de son époux dans le prieuré Saint-Oswald de Gloucester. Elle ne laisse qu'une fille, Ælfwynn. Avant que les Merciens n'aient le temps de la reconnaître comme souveraine, son oncle Édouard l'Ancien abandonne sa campagne militaire contre les Danois et se rend à Tamworth pour obtenir leur soumission. Ælfwynn est envoyée au Wessex quelques mois plus tard, et son sort est inconnu. Au Nord, plus rien n'empêche Ragnall Uí Ímair de s'emparer d'York.
Un certain ressentiment subsiste en Mercie après la prise de pouvoir d'Édouard, d'autant que l'écartement de la menace viking fait disparaître la raison première de l'alliance avec le Wessex. La fin de son règne est troublée, et notamment marquée par une révolte à Chester en 924. Le rapprochement des deux royaumes est facilité par l'avènement de son fils Æthelstan plus tard la même année. En effet, celui-ci a grandi à la cour d'Æthelflæd, et donc au contact de la noblesse mercienne.

## Hommages

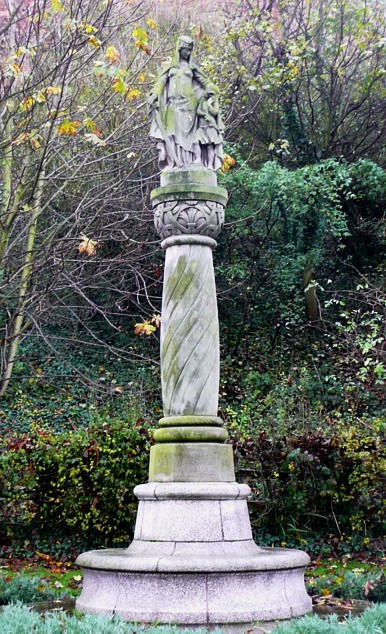
La statue d'Æthelflæd à Tamworth.

- Une statue d'Æthelflæd et de son neveu Æthelstan se dresse devant le château de Tamworth, situé à l'emplacement du burh qu'elle a fondé en 913. Elle a été inaugurée en 1913, pour célébrer le millénaire de cette fondation.
- Æthelflæd est l'une des 999 femmes dont le nom figure sur le sol de l'installation de Judy Chicago The Dinner Party.
- Le cratère vénusien Aethelflaed a été nommé en son honneur[35].
- Æthelflæd apparaît dans les Histoires saxonnes de Bernard Cornwell, série de romans historiques se déroulant sous le règne d'Alfred le Grand, ainsi que dans la série télévisée The Last Kingdom qui en est adaptée. Elle y est interprétée par Millie Brady à partir de la deuxième saison.